# Xenofont
|  | Per a altres significats, vegeu «Xenofont (desambiguació)». |

Xenofont d'Atenes grec antic: Ξενοφῶν  [ksenopʰɔ̂ːn]; c. 430 - probablement 355 o 354 aC) va ser un cap militar, filòsof i historiador grec, nascut a Atenes. A l'edat de 30 anys, Xenofont va ser elegit comandant d'un dels exèrcits mercenaris grecs més grans de l'Imperi Aquemènida, els Deu Mil, que van marxar i van estar a punt de capturar Babilònia l'any 401 aC. Segons l'historiador militar Theodore Ayrault Dodge, «els segles posteriors no han inventat res que superi el geni d'aquest guerrer». Xenofont va establir precedents per a moltes operacions logístiques, i va ser dels primers a descriure maniobres estratègiques d'atac envoltant i fintes en combat.
L'Anàbasi de Xenofont relata les seves aventures amb els Deu Mil mentre estava al servei de Cir el Jove, la campanya fallida de Cir per reclamar el tron persa d'Artaxerxes II de Pèrsia i el retorn dels mercenaris grecs després de la mort de Cir a la batalla de Cunaxa. Anàbasi és un relat únic, humil i autoreflexiu de l'experiència d'un cap militar a l'antiguitat. Sobre les campanyes a l'Àsia Menor i a Babilònia, Xenofont va escriure Cyropaedia explicant els mètodes tant militars com polítics utilitzats per Cir el Gran per conquerir l'Imperi Neobabilònic l'any 539 aC. Anàbasi i Cyropaedia van inspirar Alexandre el Gran i altres grecs a conquerir Babilònia i l'Imperi aquemènida l'any 331 aC.
Estudiant i amic de Sòcrates, Xenofont relata diversos diàlegs socràtics a Simposi, Oeconomicus, Hieró, un homenatge a Sòcrates a Memorabilia, i una crònica del judici al filòsof a Apologia de Sòcrates. La lectura dels records de Xenofont va inspirar Zenó de Cítion a canviar la seva vida i iniciar l'escola de filosofia estoica.
Durant almenys dos mil·lennis, els nombrosos talents de Xenofont van alimentar el debat sobre si s'havia de posar al costat de generals, historiadors o filòsofs. Durant la major part dels últims dos mil·lennis, Xenofont ha estat reconegut com un filòsof. Quintilià a L'educació de l'orador parla dels historiadors, oradors i filòsofs més destacats com a exemples d'eloqüència i reconeix l'obra històrica de Xenofont, però finalment el situa al costat de Plató com a filòsof. Avui dia, Xenofont és conegut sobretot per les seves obres històriques. Les Hel·lèniques continuen directament des de la frase final de la Història de la Guerra del Peloponès de Tucídides que cobreix els darrers set anys de la Guerra del Peloponès (431-404 aC) i els quaranta-dos anys posteriors (404 aC-362 aC) que acaba amb la Segona Batalla de Mantinea.
Malgrat haver nascut ciutadà atenès, Xenofont va arribar a estar associat amb Esparta, l'oponent tradicional d'Atenes. L'experiència com a mercenari i cap militar, el servei sota comandaments espartans a Jònia, Àsia Menor, Pèrsia i altres llocs, l'exili d'Atenes i l'amistat amb el rei Agesilau II van fer que Xenofont esdevingués una figura estimada pels espartans. Gran part del que se sap actualment sobre la societat espartana prové de les obres de Xenofont a través de la biografia reial del rei espartà Agesilau i la Constitució dels Lacedemonis.
Xenofont és reconegut com un dels més grans escriptors de l'antiguitat. Les obres de Xenofont abasten diversos gèneres i estan escrites en grec àtic senzill, motiu pel qual s'han utilitzat sovint en exercicis de traducció per a estudiants contemporanis de la llengua grega antiga. A Vides i opinions de filòsofs eminents, Diògenes Laerci va observar que Xenofont era conegut per la dolçor de la seva dicció. Uns quants segles més tard, el filòsof i estadista romà Ciceró va descriure el domini de la composició grega de Xenofont a Orator amb les paraules següents: «Es deia que les muses parlaven amb la veu de Xenofont». L'orador romà, advocat i professor de retòrica Quintilià es fa ressò de Ciceró a Instituto Oratioria dient que «les mateixes Gràcies semblen haver modelat el seu estil i la deessa de la persuasió es va asseure als seus llavis».

## Biografia

Recorregut de Xenofont i lexpedició dels deu mil.

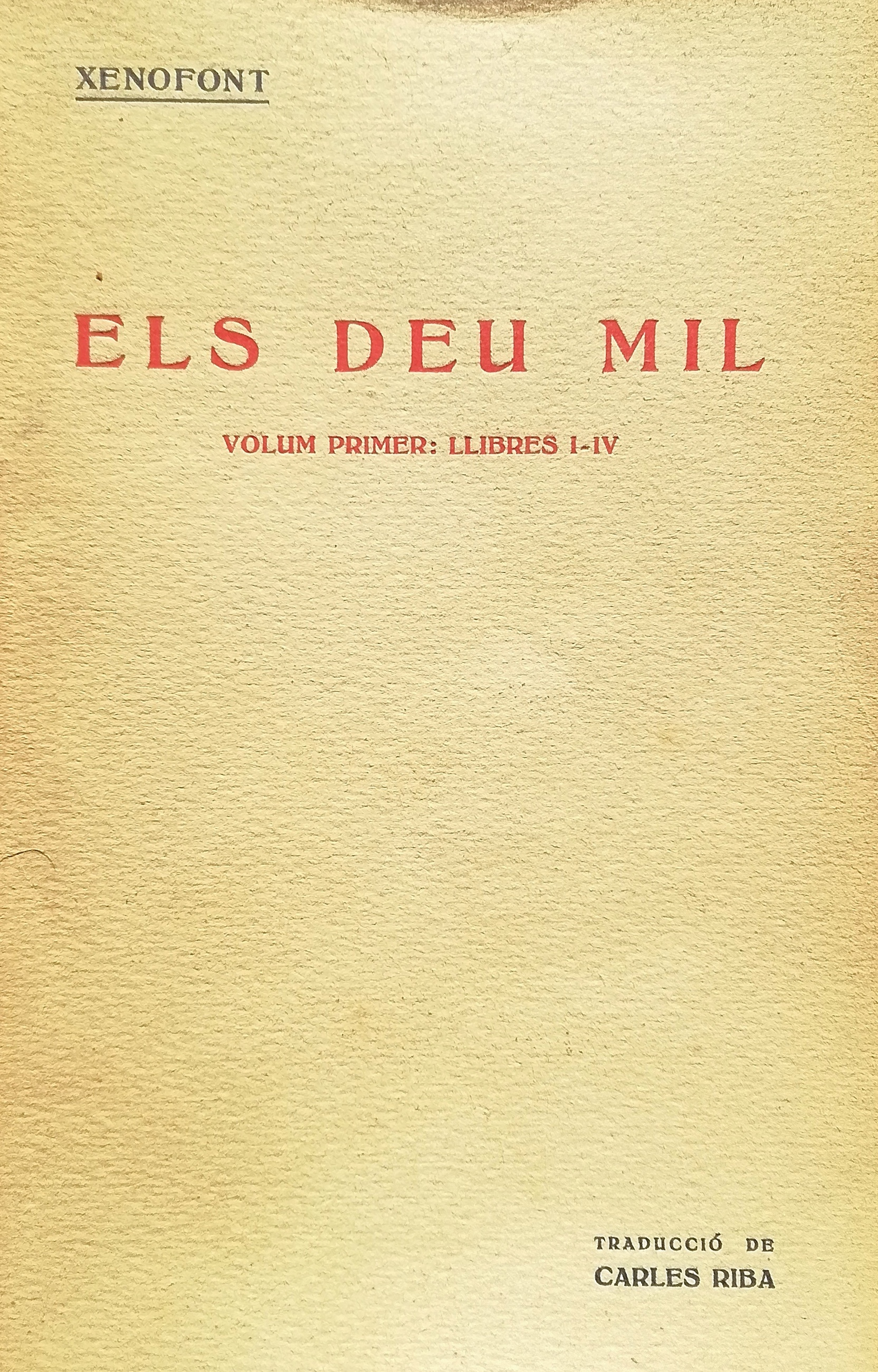
LAnàbasi (o Expedició dels deu mil) de Xenofont, traduïda al català i publicada a Barcelona l'any 1922 dins la col·lecció Biblioteca Literària

### Primers anys
Xenofont va néixer a Atenes cap a l'any 430 aC. El seu pare, Gril·le, era membre d'una família benestant. Els relats detallats dels esdeveniments a les Hel·lèniques suggereixen que Xenofont va presenciar personalment el retorn d'Alcibíades el 407 aC, el Judici dels Generals el 406 aC i l'enderrocament dels Trenta Tirans el 403 aC. El relat detallat de la vida de Xenofont comença l'any 401 aC. Convidat personalment per Proxe de Beòcia (Anàbasi 3.1.9), un dels capitans de l'exèrcit mercenari de Cir, Xenofont va navegar cap a Efes per trobar-se amb Cir el Jove i participar en la campanya militar de Cir contra Tissafernes, el sàtrapa persa de Jònia. Xenofont descriu la seva vida el 401 aC i el 400 aC a les memòries. El relat sobre aquesta expedició porta per nom Anàbasi i és una de les seves obres més conegudes.
Al llibre Anàbasi explica l'expedició de Cir i el viatge a casa dels mercenaris grecs. Xenofont escriu que va demanar consell a Sòcrates sobre si havia d'anar amb Cir, i que Sòcrates li va dir que parlés amb la Pítia, inspirada per divinitat. La pregunta de Xenofont a l'oracle, però, no era si acceptava o no la invitació de Cir, sinó «a quin dels déus havia de resar i sacrificar-se, per tal que pogués assolir millor el seu viatge previst i tornar amb seguretat, amb bona sort». L'oracle va respondre a la seva pregunta i li va dir a quins déus havia de pregar i sacrificar-se. Quan Xenofont va tornar a Atenes i li va dir a Sòcrates el consell de l'oracle, Sòcrates el va castigar per haver fet una pregunta tan falsa (Anàbasi 3.1.5-7).
Amb l'excusa de lluitar contra Tissafernes, el sàtrapa persa de Jònia, Cir va reunir un exèrcit massiu compost de soldats perses nadius, però també d'un gran nombre de grecs. Abans de fer la guerra contra Artaxerxes, Cir va proposar que l'enemic eren els Pisidis i, per tant, els grecs no sabien que havien de lluitar contra l'exèrcit més gran del rei Artaxerxes II (Anàbasi 1.1.8-11). A Tars els soldats es van adonar dels plans de Cir per deposar el rei i, com a resultat, es van negar a continuar (Anàbasi 1.3.1). Tanmateix, Clearc, un general espartà, va convèncer els grecs de continuar amb l'expedició. L'exèrcit de Cir es va trobar amb l'exèrcit d'Artaxerxes II a la batalla de Cunaxa. Malgrat els combats efectius dels grecs, Cir va morir en la batalla (Anàbasi 1.8.27-1.9.1). Poc després, Clearc va ser convidat per traïció per Tissafernes a un banquet, on, juntament amb quatre generals més i molts capitans, inclòs l'amic de Xenofont, Proxen, va ser capturat i executat (Anàbasi 2.5.31-32).
Els mercenaris, coneguts com els Deu Mil, es van trobar sense lideratge lluny del mar, enmig d'un territori hostil prop del cor de Mesopotàmia, amb una població hostil i exèrcits amb què tractar. Van escollir nous líders, inclòs el mateix Xenofont. Dodge atribueix a Xenofont ser el pare del sistema de retirada, va convertir la necessitat en virtut, el que el va dotar d'un fort ascendent moral sobre els seus homes. Xenofont va deixar avançar sense oposició durant diversos dies la cavalleria persa, fins que un dia va idear una càrrega de xoc amb arquers i cavalleria lleugera, guanyant la batalla. Tissafernes va perseguir Xenofont fins al riu del Gran Zab, gairebé envoltant-lo, però Xenofont va fer matar cabres, vaques, ovelles i ases per fer un pont i poder escapar dels perses. Durant la retirada va devastar sistemàticament els pobles per on passava perquè l'enemic persa no tingués aliment ni refugi, i per tenir aliment per prosseguir la marxa.
Després va ser atacat pels Carducians, i mentre 8.000 homes feien fintes per cansar els oponents, 2.000 van marxar a descansar a un lloc arrecerat. Amb la llum del dia aquests darrers van atacar i els Carducians van ser expulsats de la seva fortalesa. No obstant això, aquests el van perseguir. Van tornar a topar contra els perses a qui van sortejar desdoblant-se. Amb l'arribada de l'hivern al seu pas per Armènia, no tenien la roba adequada i alguns van morir de fred. Van decidir atacar un castell que tenia provisions, que estava situat en un turó i envoltat de bosc. Va fer pujar a petits grups d'homes que movien arbres perquè els defensors del castell llancessin pedres, en el que va esdevenir un joc. Quan es van quedar sense pedres, van poder entrar sense oposició. També van vèncer als còlquides, obligant-los a dividir-se per atacar al centre. Abans d'arribar a Grècia va tenir temps d'ajudar Seutes II a esdevenir rei de Tràcia.

### La vida després de l'Anàbasi
Fou deixeble de Sòcrates, encara que no arribà mai a comprendre l'actitud del seu mestre; deixà diversos diàlegs socràtics en què donava la seva opinió sobre el seu mestre. El seu tarannà moderat i la seva precària situació econòmica el portaren a abandonar Atenes l'any 401 aC, després del restabliment de la democràcia i la fi del govern dels Trenta Tirans, per unir-se (contravenint el consell de Sòcrates) a l'expedició de mercenaris grecs en ajuda del persa Cir el Jove, que s'havia rebel·lat contra el seu germà Artaxerxes II de Pèrsia. Després de la fatal derrota de Cunaxa, el 401 aC, i la mort del príncep rebel, les tropes mercenàries quedaren desemparades i Xenofont prengué un paper significatiu en el retorn dels mercenaris a Grècia, arribant a mostrar una certa destresa militar.
El 399 aC, amb la mort de Sòcrates, refermà les seves idees antidemocràtiques i s'allunyà d'Atenes per tornar a l'Àsia el 396 aC, quan entrà al servei d'Agesilau II d'Esparta (amb el qual travà amistat). Amb aquest, participà en la campanya contra Farnabazos II a l'Àsia Menor (396 aC-395 aC), i després, en sòl grec, en la Batalla de Queronea (394 aC) contra els seus compatriotes atenesos, que el desterraren i li confiscaren els béns. Llavors, anà a viure a Esparta i posteriorment a Escil·lunt, prop d'Olímpia, on es dedicà a la caça, a l'agricultura a i a la literatura. Després de la derrota lacedemònia en la Batalla de Leuctres, el 371 aC, hagué de fugir i es dirigí a Corint i posteriorment a Atenes, aprofitant l'anul·lació (368 aC) del decret d'expatriació, provocada per l'aliança entre Atenes i Esparta davant l'amenaça de Tebes (alguns, però, posen en dubte aquest retorn de Xenofont a Atenes; tot i que la revocació del desterrament sí que és un fet testimoniat i sense dubtes. Morí l'any 354 aC. El seu fill, Gril·le, morí el 362 aC en la Batalla de Mantinea, en la qual Tebes derrotà la coalició que li era contrària.
Amb l'obra Anàbasi, Xenofont inaugura la historiografia moralitzadora, en què l'historiador jutja les persones i els esdeveniments que narra. Continua l'obra inacabada de Tucídides sobre la Guerra del Peloponès amb les Hel·lèniques.

## Llista d'obres

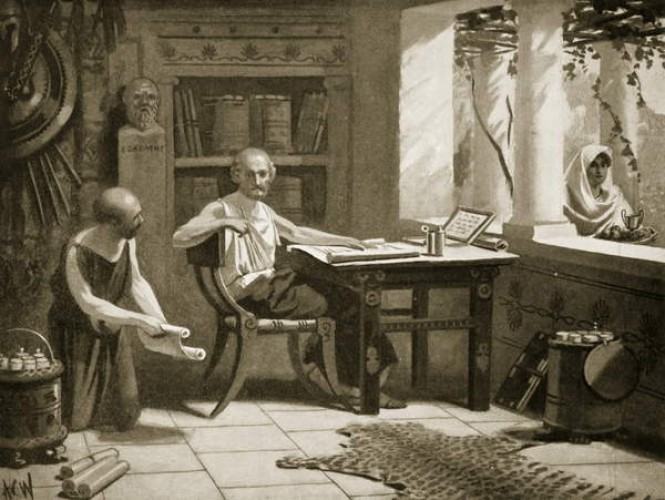
Xenofont dictant la seva història, il·lustració de la Història de les nacions de Hutchinson, 1915

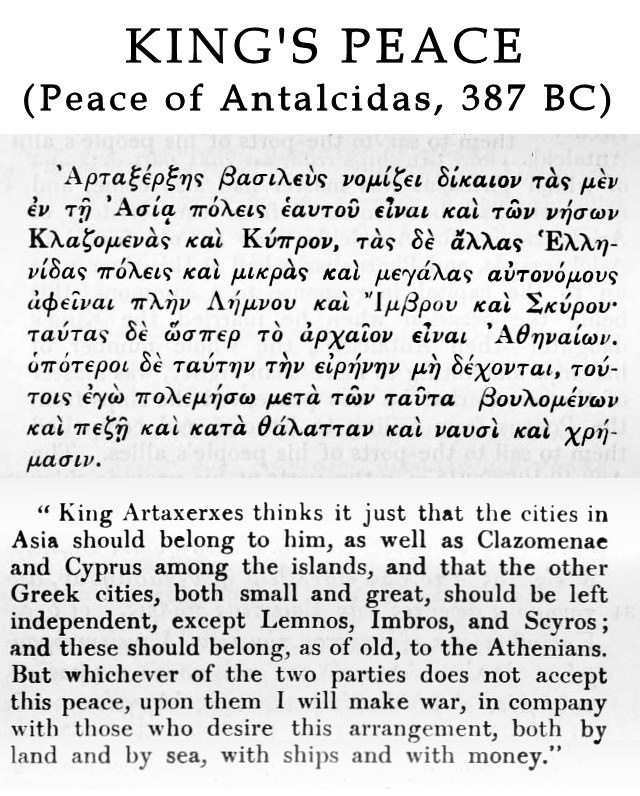
Pau d'Antàlcides, promulgada per Artaxerxes II, 387 aC, segons informa Xenofont.

Es conserva tot el corpus clàssic de Xenofont. La següent llista de les seves obres mostra l'extensa amplitud de gèneres en què va escriure Xenofont.

### Obres històriques i biogràfiques
- Anàbasi: ofereix una biografia primerenca de Xenofont. Anàbasi va ser utilitzat com a guia de camp per Alexandre el Gran durant les primeres fases de la seva expedició a l'Imperi Aquemènida. El va ajudar fins i tot a prendre serioses decisions en l'atac i setge a diferents ciutats i fortificacions.
- Cyropaedia: de vegades es veu com l'arquetip del gènere europeu del «mirall dels prínceps».
- Hel·lèniques: És una font principal important dels esdeveniments a Grècia des del 411 fins al 362 aC,[17] i és la continuació de la Història de la Guerra del Peloponès de Tucídides, arribant a començar amb la frase «Després d'aquests esdeveniments…». Relata els darrers set anys de la guerra del Peloponès, així com les seves conseqüències, i és un relat detallat i directe (per molt que sigui parcial d'Esparta) de la història de Grècia fins al 362 aC.
- Agesilau: La biografia d'Agesilau II, rei d'Esparta i company de Xenofont.
- Constitució espartana: història de Xenofont i descripció del govern i les institucions espartanes.

### Obres i diàlegs socràtics

#### Defenses de Sòcrates
- Memorabilia: Col·lecció de diàlegs socràtics que serveixen de defensa de Sòcrates fora de la cort.
- Apologia de Sòcrates: la defensa de Sòcrates per part de Xenofont a la cort.

#### Altres diàlegs socràtics
- Oeconomicus: Diàleg socràtic d'un altre tipus, relatiu a la gestió de la llar i l'agricultura.
- Simposi: Sòcrates i els seus companys discuteixen del que s'enorgulleixen respecte a ells mateixos.

#### Tirans
- Hieró: Diàleg sobre la felicitat entre Hieró, el tirà de Siracusa, i el poeta líric Simònides de Ceos.

### Tractats breus
Aquestes obres probablement van ser escrites per Xenofont quan vivia a Escil·lunt. Els seus dies es van passar aquí fent activitats d'oci, que explica en aquests tractats.
- Sobre l'equitació: Tractat sobre com controlar, entrenar i cuidar els cavalls.[18]
- Hipparchikos: exposa els deures d'un oficial de cavalleria.[19]
- Caça amb gossos: Tractat sobre els mètodes adequats de caça amb gossos i els avantatges de la caça.
- Vies i mitjans o Recursos: Descriu com Atenes hauria de fer front a la crisi financera i econòmica.

### Espúria
- Constitució dels atenencs: Descriu i critica la democràcia atenesa. És una obra que alguns estudiosos discuteixen l'autoria.